# Органосиликатные композиции
Органосиликатные композиции (ОСК) — суспензии мелкодисперсных слоистых гидросиликатов, пигментов и функциональных добавок в растворах полиорганосилоксанов (в кремнийорганических лаках). В 1953 году Институту химии силикатов им И.В. Гребенщикова АН СССР было поручено создать термо-влагостойкие покрытия и герметики с электроизоляционными свойствами, были необходимы материалы, устойчивые в условиях тропиков. Благодаря успешному решению этой задачи получило развитие новое научное направление - химическая технология органосиликатных композиций. В начале 1960-х годов вошел в обиход термин «органосиликатные» для названия нового вида композиционных веществ, создаваемых на основе многокомпонентной органодисперсной системы «кремнийорганический и/или органический пленкообразователь — силикат — оксид металла». Возможность выступать в роли не только лакокрасочных, но и материалов совершенно другого рода - органо-неорганических, керамоподобных (при одном и том же принципиальном составе) - послужила одной из причин введения нового термина «органосиликатные композиции» или сокращенно «ОСК». В данный термин закладывался особый смысл - выделяющееся качество среди полимерных, керамических, стеклокерамических, стеклокристаллических материалов: способность сочетать эксплуатационно полезные свойства полимеров с высокой теплостойкостью, физической и химической устойчивостью природных силикатов и тугоплавких оксидов.
Среди основателей этой области знаний – имена советских ученых: профессора д.х.н. Долгов Борис Николаевич (1894 – 1959) и д.т.н. Харитонов Николай Павлович (1918 – 1985), кандидаты наук Кротиков Виталий Александрович, Кривцов Владимир Александрович, Худобин Юрий Иванович, Островский Владимир Владимирович, Глушкова Нина Евгеньевна,  Веселов Павел Александрович и др. Промышленное производство органосиликатных композиций впервые было организовано в СССР в 1959 году на заводе им Н.А. Морозова во Всеволжском районе Ленинградской области.

## Основные компоненты ОСК
Основные компоненты определяют характерные для этих материалов свойства.
- полиорганосилоксаны (кремнийорганические полимеры, главные цепи которых построены из чередующихся атомов кремния и кислорода, органические составляющие представлены углеводородными метильными и фенильными радикалами, соединенными с кремнием) с концевыми силанольными группами
- слоистые гидросиликаты (слюда мусковит, тальк, хризотил асбест и др.)
- оксиды переходных металлов.

Структура и свойства органосиликатных материалов в значительной мере зависят от выбранного способа отверждения. После испарения растворителя и отверждения ОСК образуют полимерный композиционный материал с полиорганосилоксановой матрицей. В состав ОСК могут вводиться органические полимеры (наряду с кремнийорганическими) и специальные добавки. Пигменты различной природы добавляются не только с целью расширения цветовой гаммы материалов, но и для придания необходимого комплекса свойств. ОСК могут быть как одноупаковочными составами (готовыми к применению ОС-12-03, ОС-12-01), так и двухупаковочными составами (основа + отвердитель ОС-51-03, ОС- 74-01, ОС-56-22).

## Применение
- для создания покрытий (атмосферостойких, специальных (радиационностойких дезактивируемых[9],антиобледенительных[10] и др.) маслобензостойких, термостойких, электроизоляционных), наносимых теми же методами, что и лакокрасочные материалы;
- в качестве высокотемпературных клеев[11][12], вакуумноплотных герметиков, связующих для препрегов;
- в виде пресс-материалов.[источник?]